# (21956) Thangada
(21956) Thangada est un astéroïde de la ceinture principale d'astéroïdes.

## Description
(21956) Thangada est un astéroïde de la ceinture principale d'astéroïdes. Il fut découvert le 6 novembre 1999 à Socorro (Nouveau-Mexique) par le projet LINEAR. Il présente une orbite caractérisée par un demi-grand axe de 2,77 UA, une excentricité de 0,10 et une inclinaison de 9,9° par rapport à l'écliptique.

## Compléments